# 1337x
Pour les articles homonymes, voir 1337 (homonymie).
1337x est un site Web qui fournit un répertoire de fichiers torrent et de liens magnétiques utilisés pour le partage de fichiers peer-to-peer via le protocole BitTorrent. Selon le blog d'actualités TorrentFreak, 1337x est le troisième site Web torrent le plus populaire en 2021.

## Histoire
1337x a été fondé en 2007 et a connu une popularité croissante en 2016 après la fermeture de KickassTorrents. En octobre 2016, il a introduit une refonte du site Web avec de nouvelles fonctionnalités,. Le site est banni des requêtes de recherche Google et n'apparaît pas lors de la recherche via la recherche Google,. Cette action a été entreprise à la suite d'une demande de Feelgood Entertainment en 2015,. En 2015, le site est passé de son ancien domaine .pl à .to, en partie pour éviter le blocage,,.
La conception de 1337x peut être comparée à h33t, aujourd'hui disparu. Il a été présenté comme une alternative à Pirate Bay face à sa disparition potentielle,.